# Vladimír Balthasar
Vladimír Balthasar (21. června 1897, Praha – 10. listopadu 1978, Praha) byl český přírodovědec, ornitolog a entomolog zabývající se převážně řády coleoptera a hymenoptera. Během své kariéry dosáhl významných ocenění a uznání mezi uměleckou a vědeckou elitou české meziválečné společnosti, později i ve vědeckých kruzích společnosti poválečné.

## Život
Vladimír Balthasar se narodil 21. června 1897 v Praze a po absolvování gymnázia (1916) nastoupil vojenskou službu spojenou s delším pobytem ve Vídni. Zde se seznámil s vídeňskou operní scénou a na základě toho se rozhodl studovat hudební vědy. Po skončení první světové války se zapsal na Filozofickou fakultu Karlovy univerzity a začal studovat obor hudební věda – estetika – filozofie. V roce 1920 obhájil dizertační práci na téma Dějiny koncertního života v Praze a byl „sub auspiciis“ promován na doktora filozofie. Ve studiu pokračoval a externě si rozšířil svůj obor o dějiny umění.

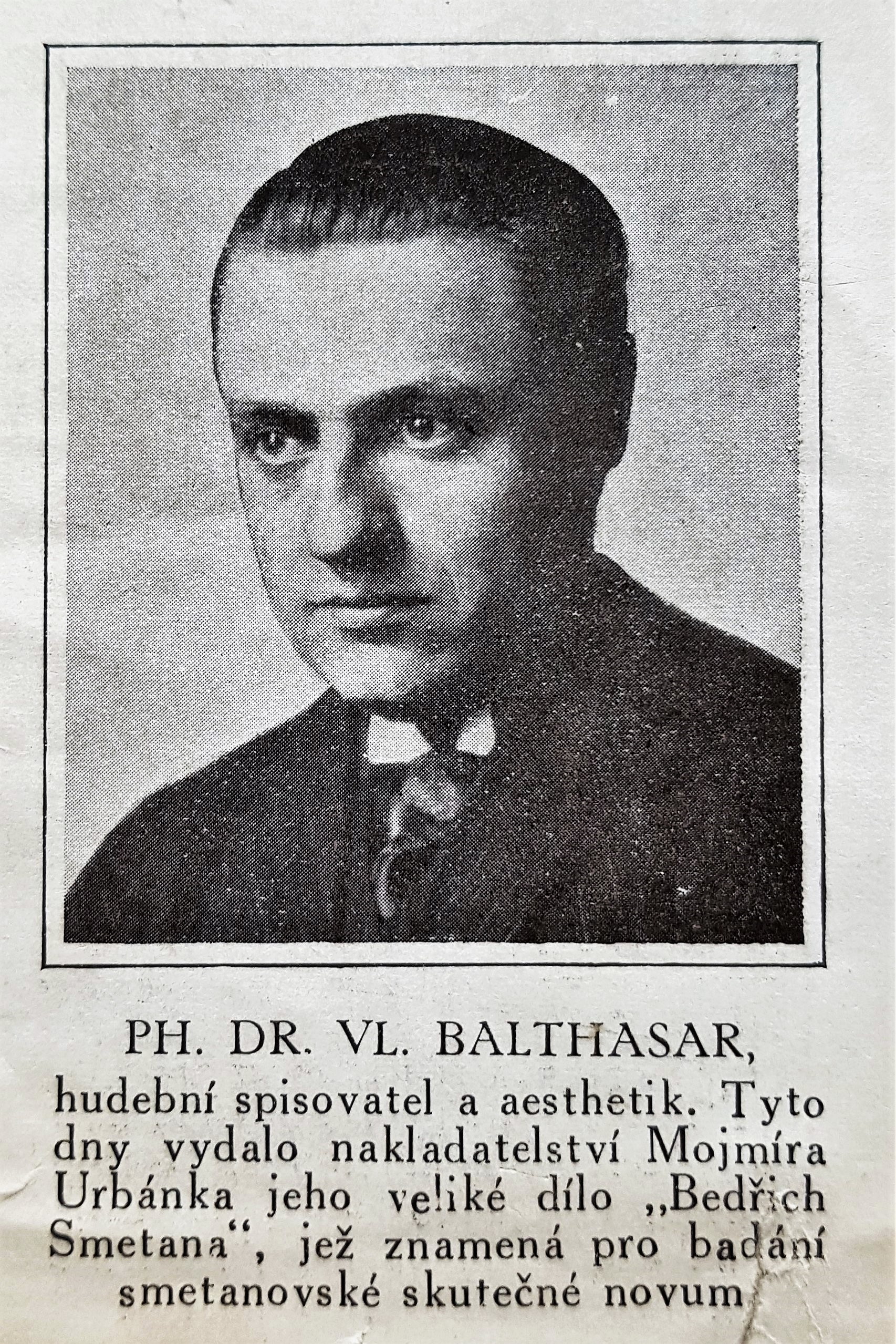
Novinová zpráva (1924)

V té době však nenašel odborné místo odpovídající jeho vzdělání, a tak nastoupil jako redaktor Tiskového odboru ministerské rady do redakce novin Československá republika, od března 1923 přijal místo odpovědného redaktora časopisu Československé noviny, kde pracoval až do konce ledna 1924. Od roku 1921 spolupracoval mj. s hudebním vydavatelstvím Mojmíra Urbánka v Praze, kde publikoval samostatné práce, ale i články v časopise Dalibor, jehož byl od roku 1922 odpovědným redaktorem. V té době se přátelil s významnými osobnostmi, jako byli například Josef Suk, Bohuslav Martinů nebo Viktor Stretti.
Jako historik umění věnoval pozornost především malířství. Napsal více než 90 prací, recenzí, postřehů a kritik, převážně v pražských novinách Československé noviny. Pozoruhodné jsou například jeho práce o Ludvíku Kubovi (1921, 1922), P. Hoogovi (1921), Adolfu Trägrovi (1921), Josefu Ullmannovi (1921), Pablu Picassovi (1922), Mikoláši Alšovi (1922), Jaroslavu Rérychovi (1922), Josefu Píseckém (1923), Maxovi Švabinském (1923) atd. Balthasarův záběr byl velmi široký. Jeho další práce se zabývaly sochaři a výtvarníky všeobecně. Publikoval i na 90 studií o světovém malířství. V té době vydal publikaci Bedřich Smetana (1924).
Určitý čas byl Balthasar redaktorem časopisu Československá republika, Československé noviny, Dalibor - Hudební listy a Severočeský deník. Kromě článků ze svého oboru napsal množství reportáží, esejí, cestopisných črt a postřehů ze svých exkurzí. Na tehdejší dobu byl jedním z velmi aktivních a publikačně činných novinářů. Funkci redaktora vykonával až do zániku časopisu v roce 1927. Od té doby pracoval jako redaktor tiskové kanceláře Ministerstva zahraničí Central European Press (1927–1931). V roce 1932 se stal vedoucím a odpovědným redaktorem novin Severočeský deník v Liberci. Zde ukončil svou činnost profesionálního žurnalisty.

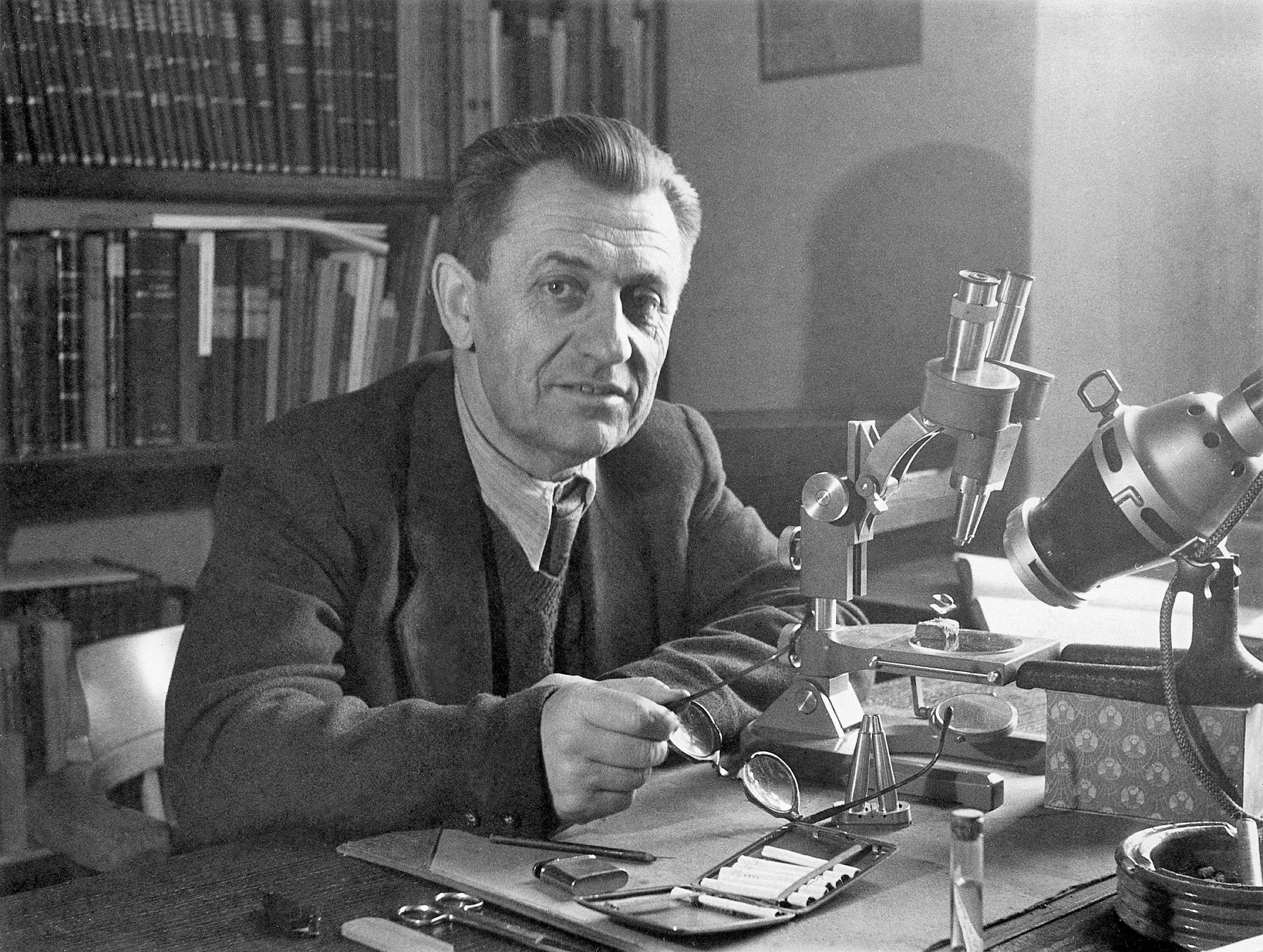

Vladimír Balthasar absolvoval na Filozofické fakultě UK obor hudební věda – estetika – filozofie. Kromě dějin umění ho však zaujaly i obory blízké archeologii. Na Filozofické fakultě se chtěl tedy habilitovat a získat docenturu. Jako téma habilitační práce zvolil problematiku porovnání římského městského a vesnického obytného domu. Podnikl studijní cesty do Itálie a severní Afriky. Při vyměřování základů domů v severní Africe ho zaujal a nadchl místní hmyz. Zde začala jeho sběratelská činnost entomologická.
Po návratu z Afriky sice napsal svojí habilitační práci, ale nepředložil ji k oponentuře a ve školním roce 1926/1927 se zapsal jako řádný posluchač na Přírodovědnou fakultu UK v Praze, obor zoologie. Během studií pracoval externě jako žurnalista a v letech 1926–1929 jako dobrovolný spolupracovník v Zoologickém oddělení Národního muzea v Praze. Jako spolupracovník Národního muzea se zúčastnil také expedic po Tunisku, Bulharsku a Makedonii.

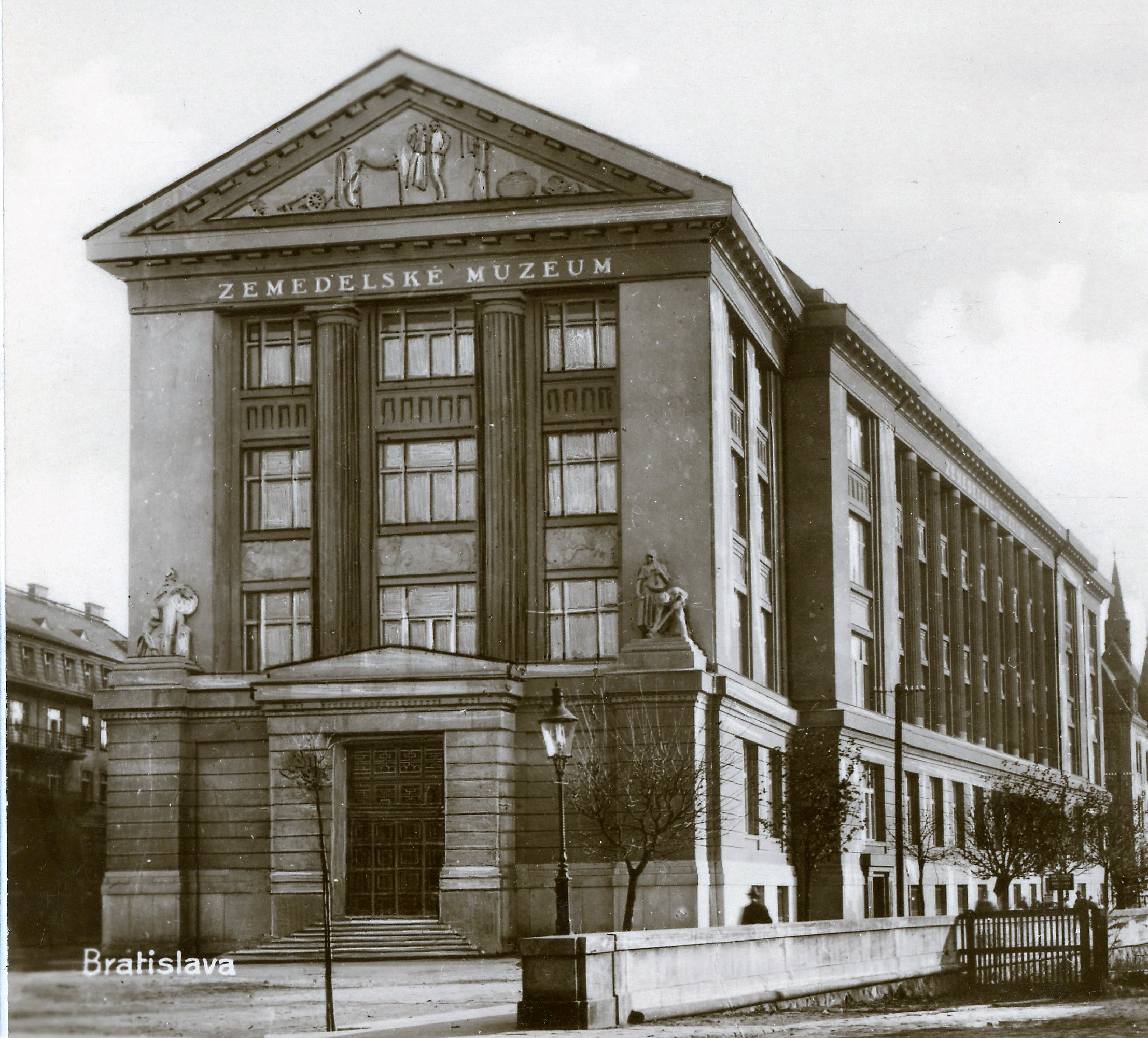
Muzeum v Bratislavě

Po sedmi letech studia absolvoval Přírodovědnou fakultu a na jaře 1933 promoval na doktora přírodních věd. V květnu 1933 nastoupil na zoologicko-botanické a antropologické oddělení ve Slovenském muzeu v Bratislavě. V letech 1933–1939 působil jako kustod zoologického a botanického oddělení ve slovenském Vlastivědném muzeu v Bratislavě. V ornitologii vytvořil Přehled ptactva slovenského Podunají (1934). Byl konzervátorem ochrany přírodních památek pro okresy Šamorín, Dunajská Streda, Komárno, Stará Ďala (Hurbanovo) a Parkan (Štúrovo).

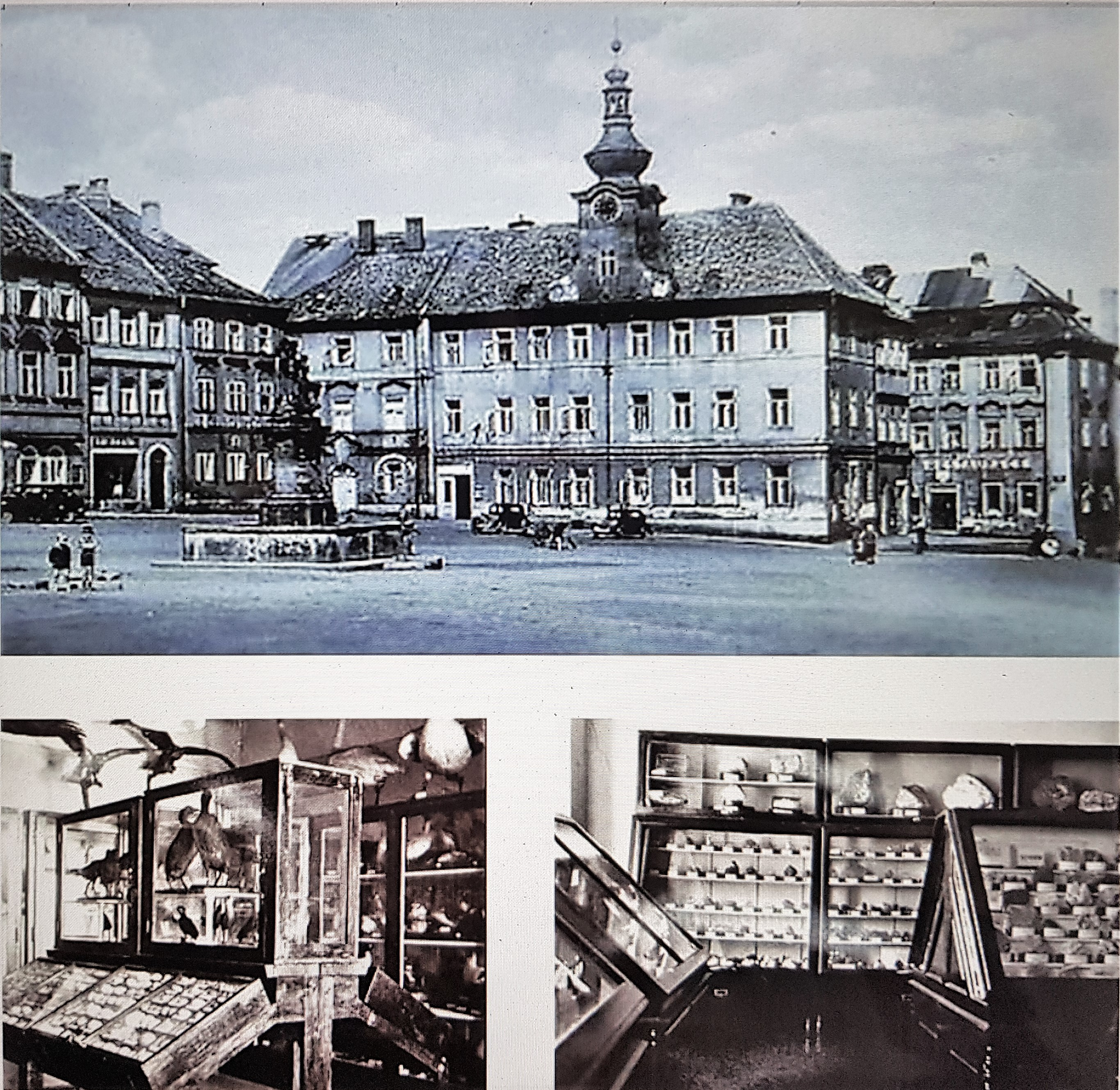
Přírodovědné muzeum v Hradci Králové (1949)

V této době se začal zajímat i o studium medicíny. Ve školním roce 1935/1936 se zapsal na Lékařské fakultě univerzity Komenského v Bratislavě a stal se pomocným asistentem nejprve v Ústavu pro normální a topografickou anatomii, později v Ústavu pro histologii a embryologii (1936–1939). Koncem ledna 1939 musel odejít ze Slovenska, svůj pracovní poměr se Slovenským vlastivědným muzeem ukončil a přerušil studium na lékařské fakultě. Studium medicíny již nedokončil.

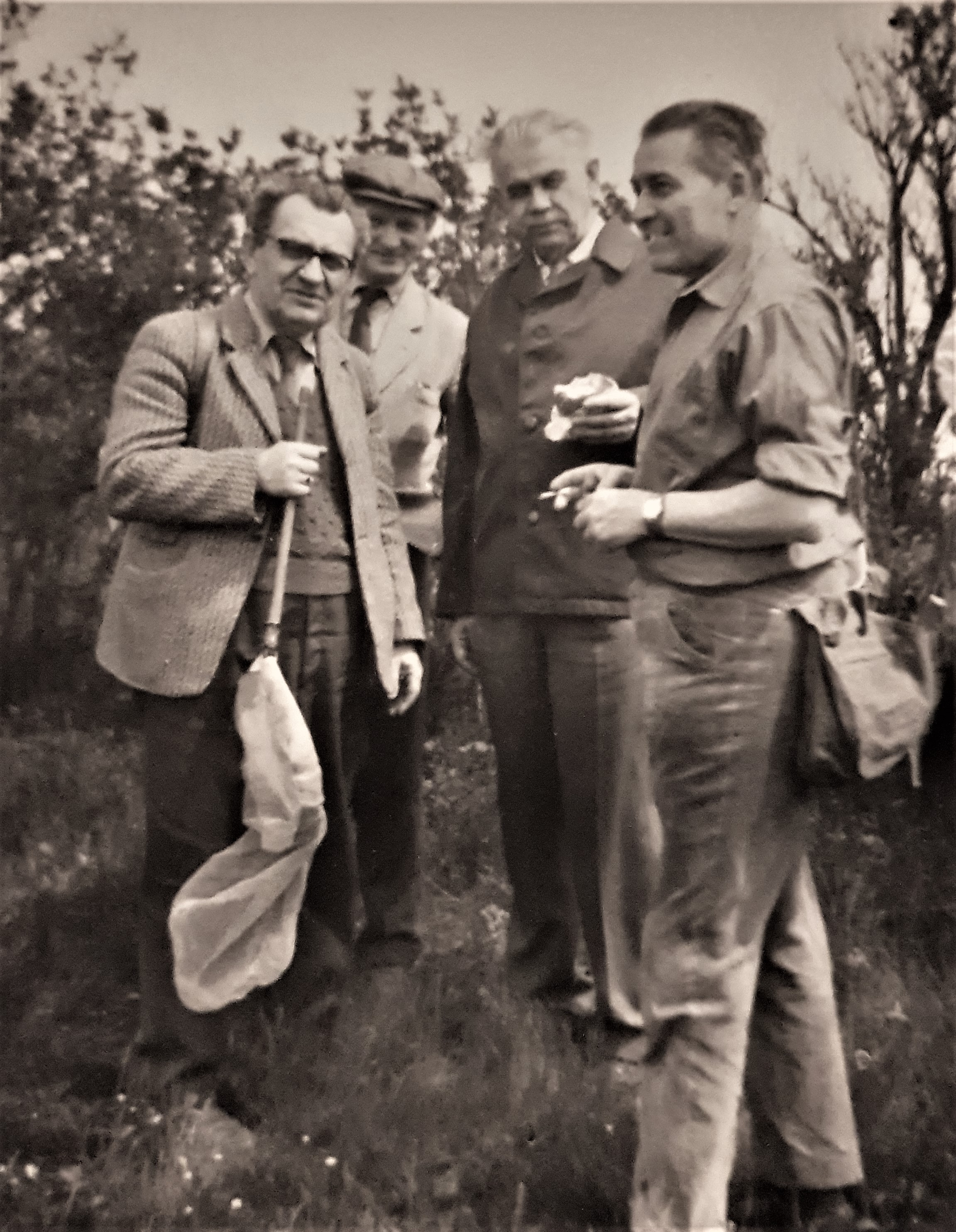
Exkurze Přírodovědeckého klubu

Dne 1. února 1939 nastoupil V. Balthasar jako vedoucí biologického oddělení Studijního ústavu ve Zlíně. Studijní ústav, který zřídily Baťovy závody, měl sloužit jednak jako doškolovací ústav pro pracovníky koncernu Tomáše Bati a také jako osvětový ústav a kulturní městská základna. V tomto období byl členem redakční rady časopisu Entomologické listy (1939–1945). Stal se řádným členem Moravské přírodovědné společnosti (později Moravskoslezské akademie přírodních věd). Po osvobození v roce 1945 se stal ředitelem celého Studijního ústavu a jedním z generálních národních správců znárodněného koncernu – byl správcem všech kulturních zařízení. Při reorganizaci bývalých Baťových závodů došlo i k nové organizaci kulturních institucí, čímž se jeho pracovní možnosti zúžily.
Proto v lednu 1947 ukončil svoji činnost ve Zlíně a v únoru nastoupil na místo prvního vědeckého asistenta v Biologickém ústavu Lékařské fakulty v Hradci Králové, kde roku 1948 externě přijal funkci ředitele Městského přírodovědeckého muzea v Hradci Králové a také externě přednášel šest semestrů zoologii na Pedagogické fakultě v Hradci Králové. Stal se členem Přírodovědeckého klubu v Hradci Králové a pracoval i v jeho výboru.

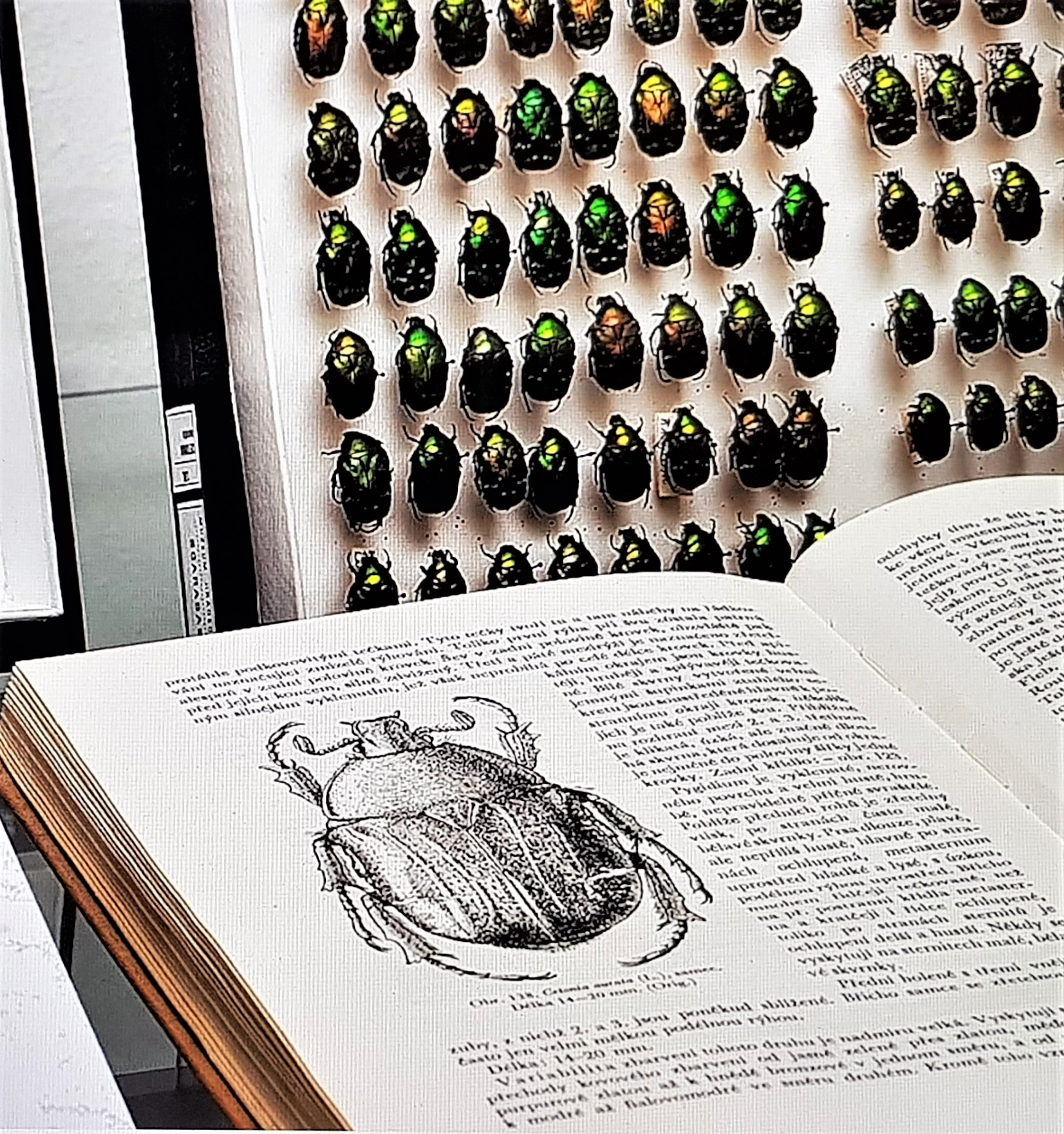

Roku 1951 bylo sloučeno Městské přírodovědné muzeum (tehdy samostatná budova na Malém náměstí) s Městským historickým muzeem a byla tak vytvořena větší muzeální instituce s krajskou působností – Krajské muzeum, dnes Muzeum východních Čech. V té době přijal místo zástupce ředitele a vedoucího (ředitele) přírodovědného oddělení. A také zde od základu budoval entomologické sbírky. Věnoval se intenzivně regionálnímu výzkumu Orlických hor. Tuto funkci vykonával až do 30. června 1957, kdy odešel do důchodu. Během působení v Hradci Králové pracoval jako okresní konzervátor přírody.
Koncem roku 1958 se V. Balthasar přestěhoval zpět do svého rodiště – do Prahy, v důchodu se dál věnoval vědeckému studiu, podnikal studijní a sběrné cesty na Balkán, na kterých se věnoval své entomologické činnosti, zpracovával materiály československých i zahraničních muzeí. Kromě svého vědeckého studia se aktivně zúčastňoval vědeckého života, především organizačně.
Zúčastňoval se intenzivně na práci v Československé společnosti entomologické, jejímž členem byl od roku 1926 a která ho roku 1956 jmenovala svým čestným členem. V letech 1962–1964 zastával funkci podpředsedy. V roce 1964 se stal jejím úřadujícím předsedou. V letech 1965–67 byl členem redakce Zpráv Československé společnosti entomologické při ČSAV. Kromě členství v uvedených společnostech byl členem Československé společnosti zoologické, Československé ornitologické společnosti a Přírodovědeckého klubu v Brně. Velmi významná je jeho spolupráce s vydavatelstvím ČSAV. Od roku 1963 vydával nejobsáhlejší a unikátní trilogii Monografie der Scarabeidae und Apholiidae. Byl dlouholetým členem redakční rady časopisu Živa (1962–1972) a několikrát v něm i publikoval. Stal se členem redakční rady Fauny ČSSR a rámci této série byl autorem svazku 3 (Chrysidoidea), 8 (Lamellicornia), 20 (Sphecoidea) a vědeckým redaktorem svazku 12 (Staphylinidae) a 18 (Ephemeroptera). Významná byla jeho funkce vědeckého redaktora kompendia Entomologie.
Uveřejnil více než 200 původních vědeckých prací v domácích i zahraničních odborných časopisech a 10 knižních publikací.
Jeho sbírka hmyzu je uložená z větší části v pražském Národním muzeu.

## Ocenění
- Za zpracování sbírky koprofágních brouků bývalého Belgického Konga mu byla v roce 1938 udělena medaile belgického krále Leopolda III.
- K sedmdesátým narozeninám mu prezidium Československé akademie věd udělilo stříbrnou plaketu G. J. Mendela za zásluhy o rozvoj biologických věd.
- Za zásluhy o budování přírodovědných sbírek v Slovenském vlastivědném muzeu v Bratislavě roku 1968 při příležitosti 105. výročí vzniku Slovenského národního muzea dostal stříbrnou medaili Muzeální slovenské společnosti.

## Díla Vladimíra Balthasara (galerie)

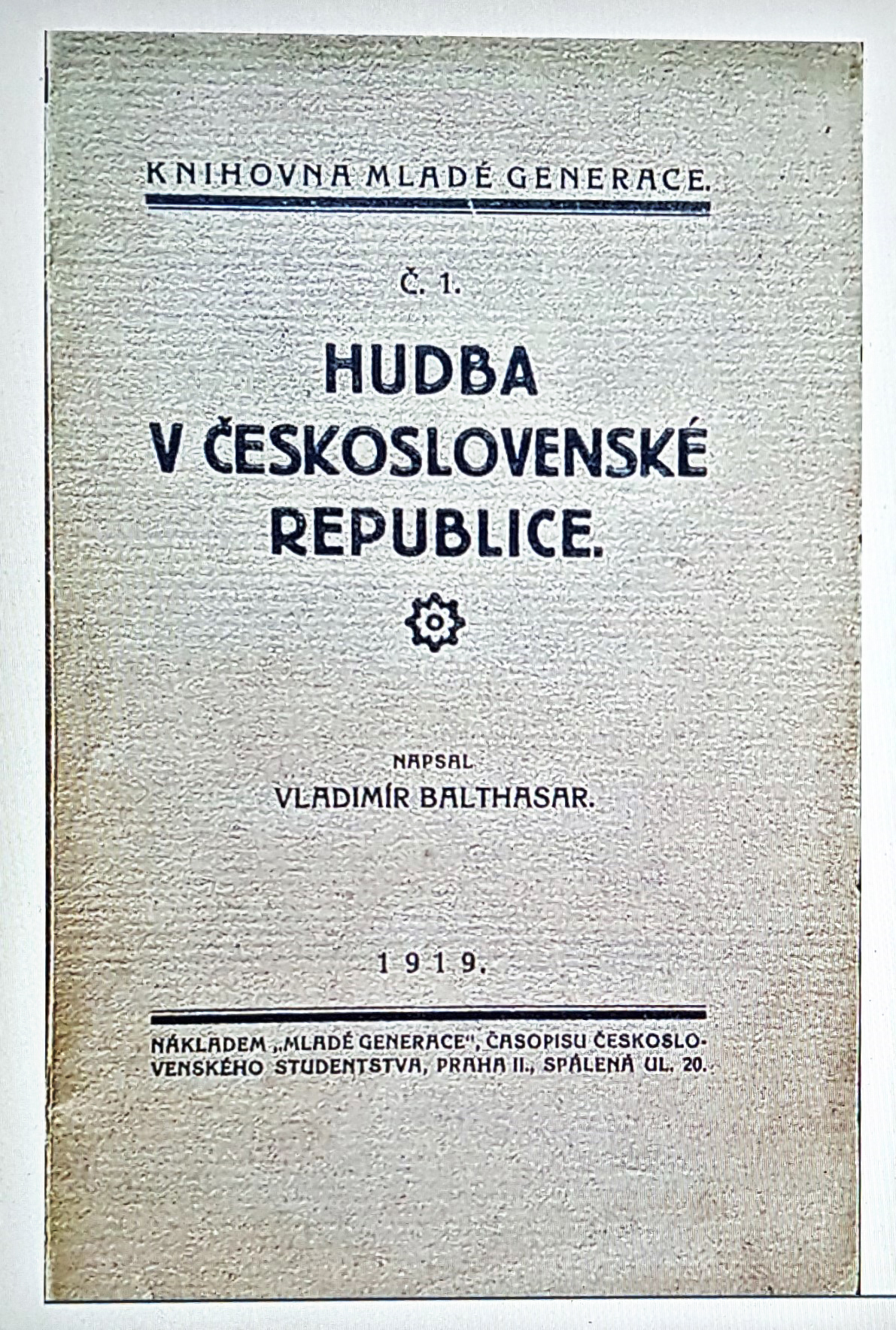
Hudba v poválečné době (1919)
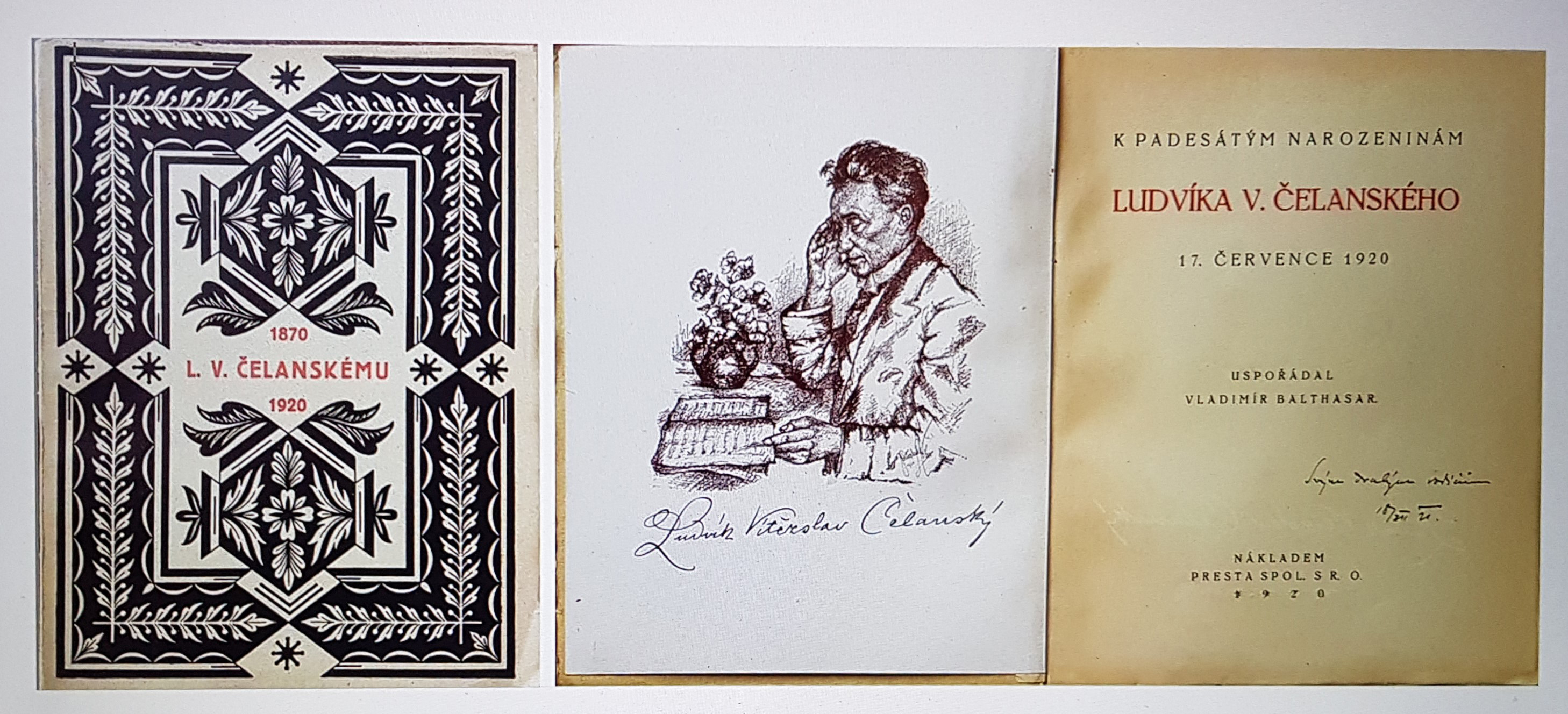
Život a dílo L. V. Čelanského (1920)
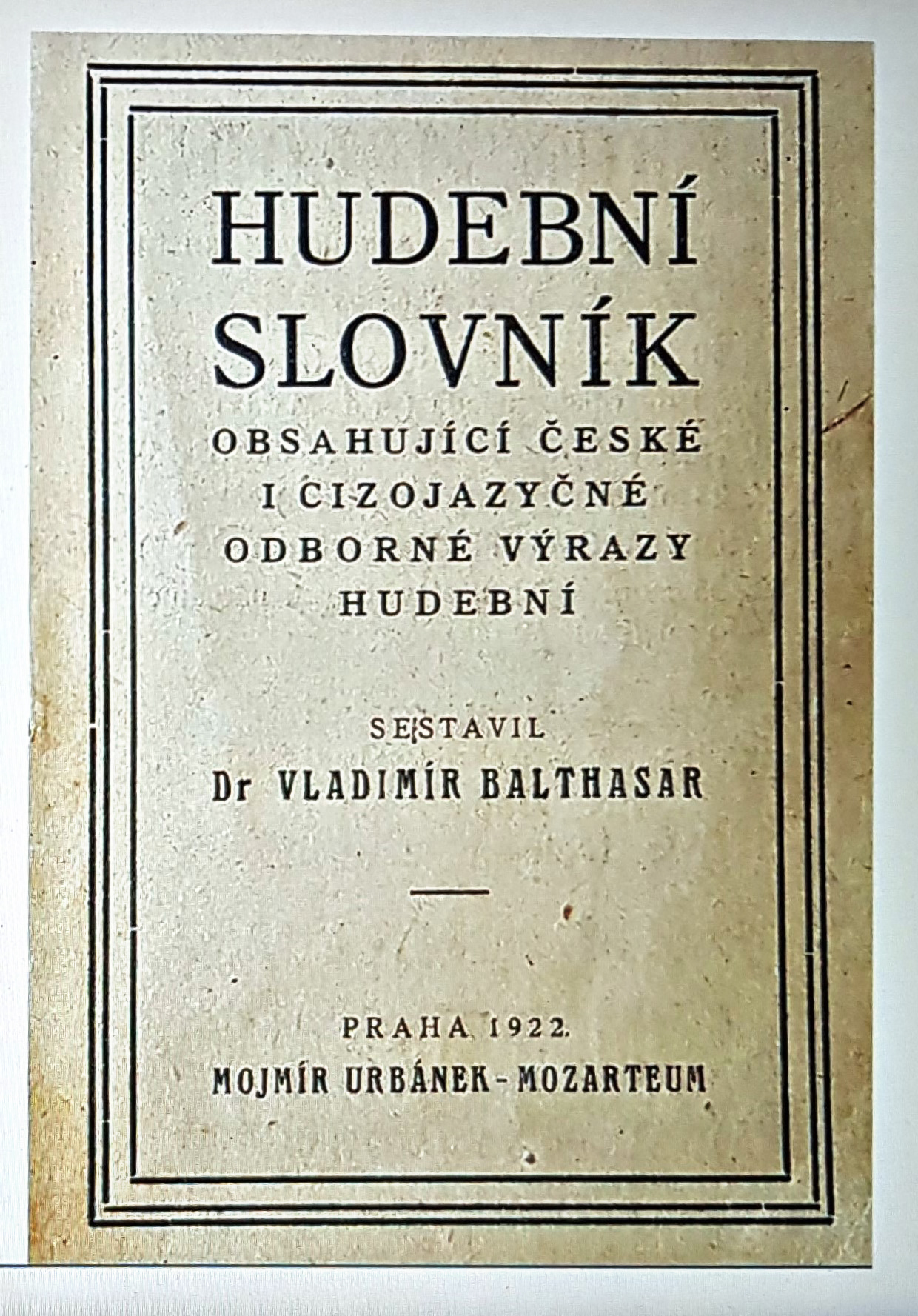
Hudební slovník (1921)
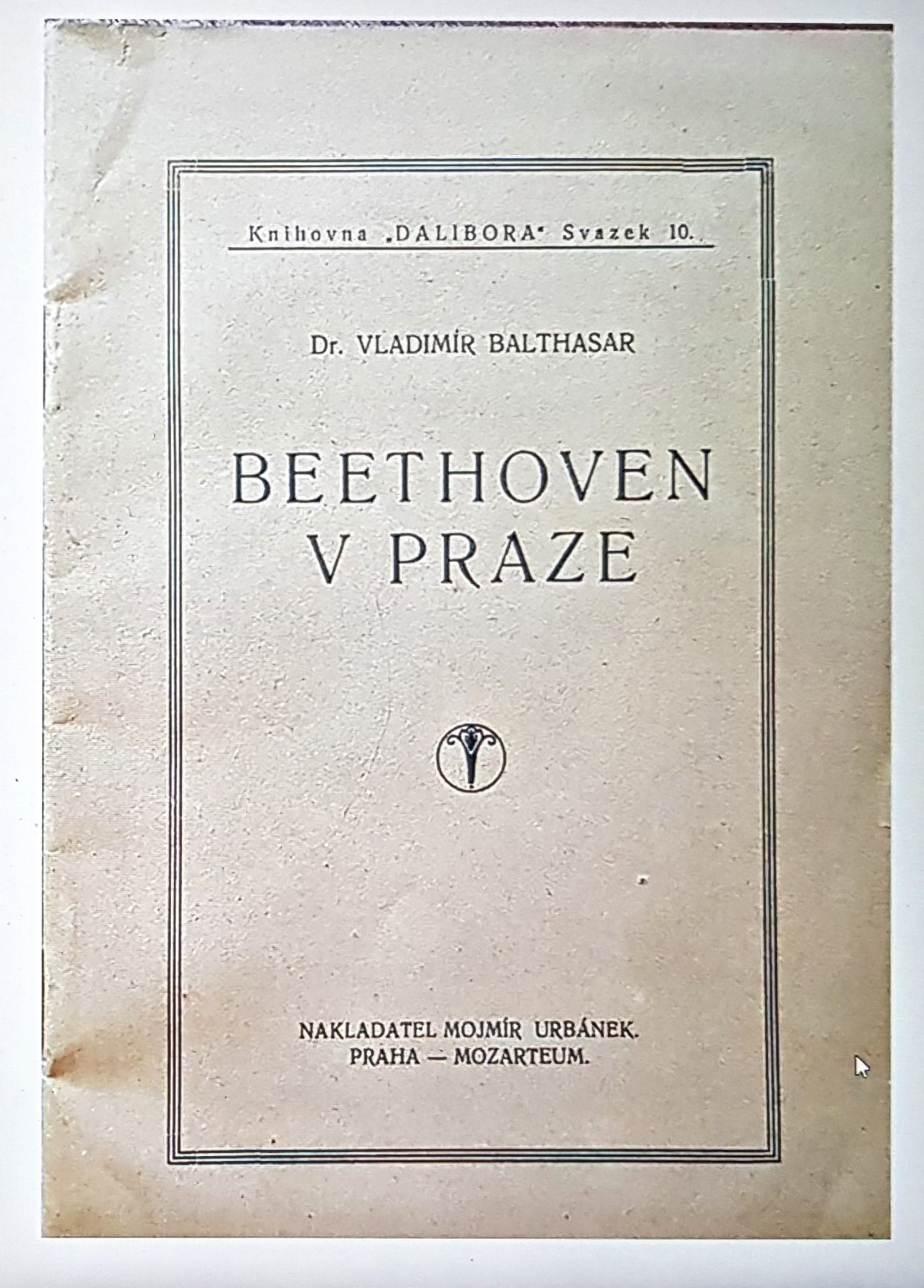
Pět pobytů Beethovena v Praze (1921)
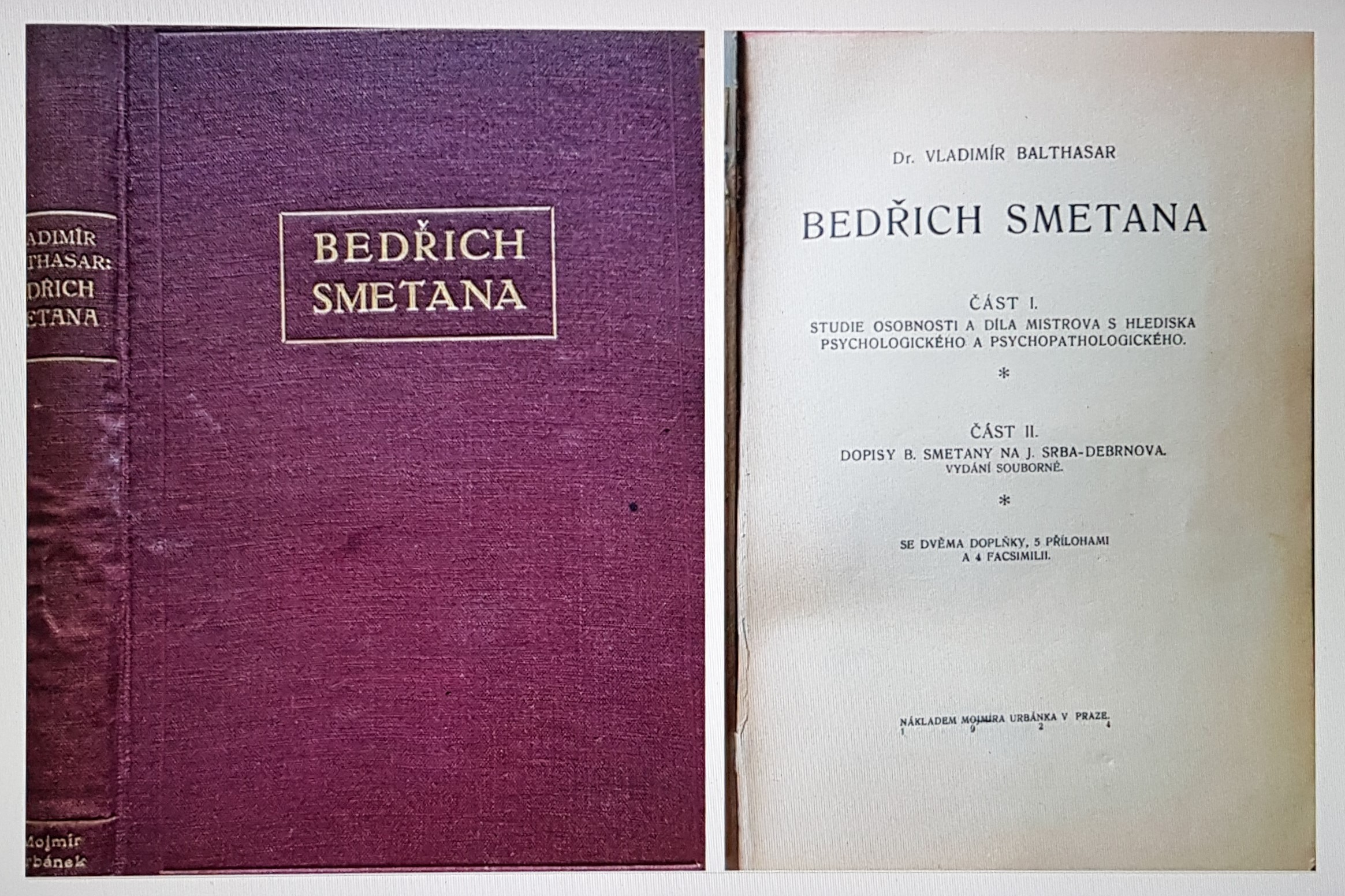
Život a dílo Bedřicha Smetany (1924)
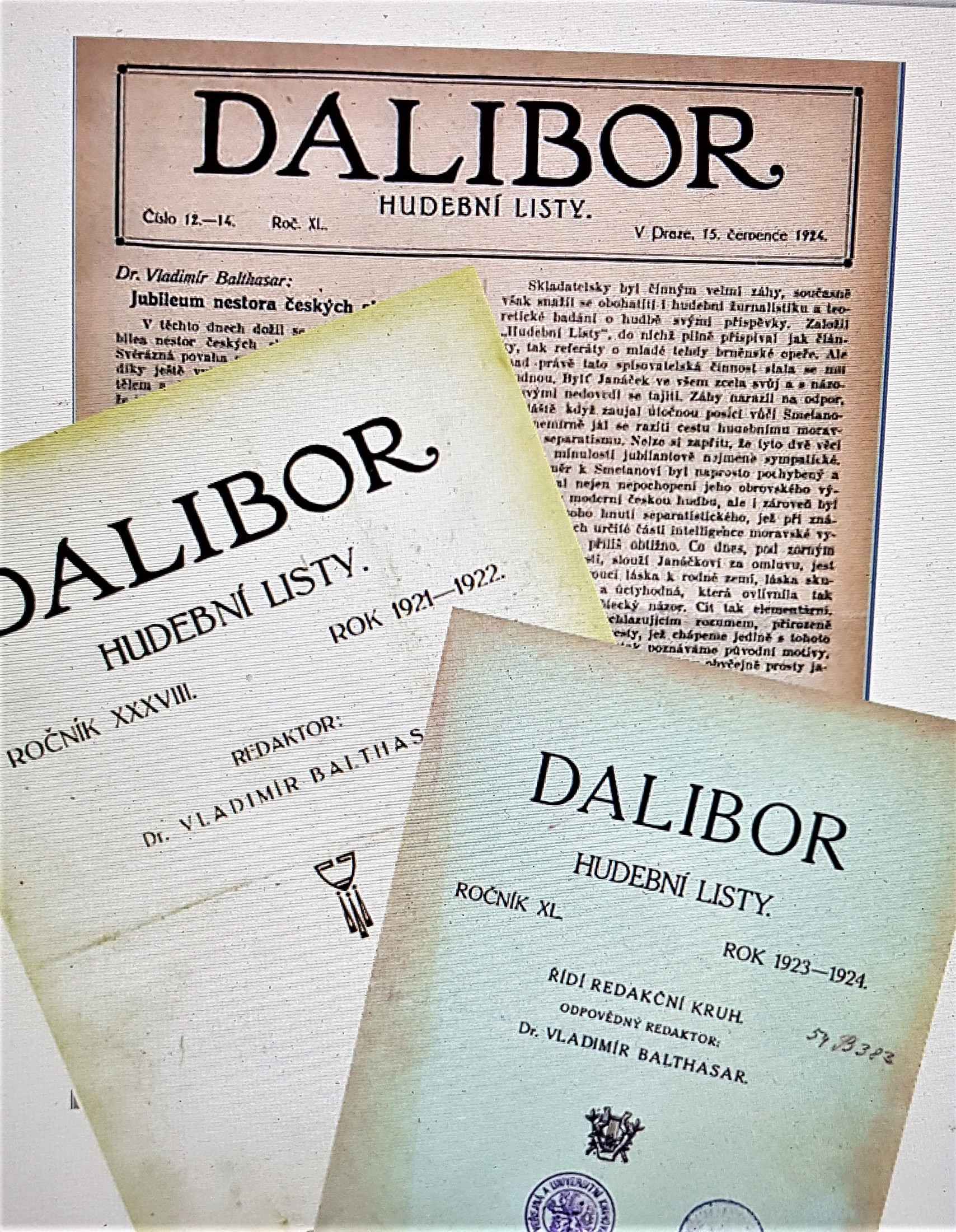
Hudební listy Dalibor
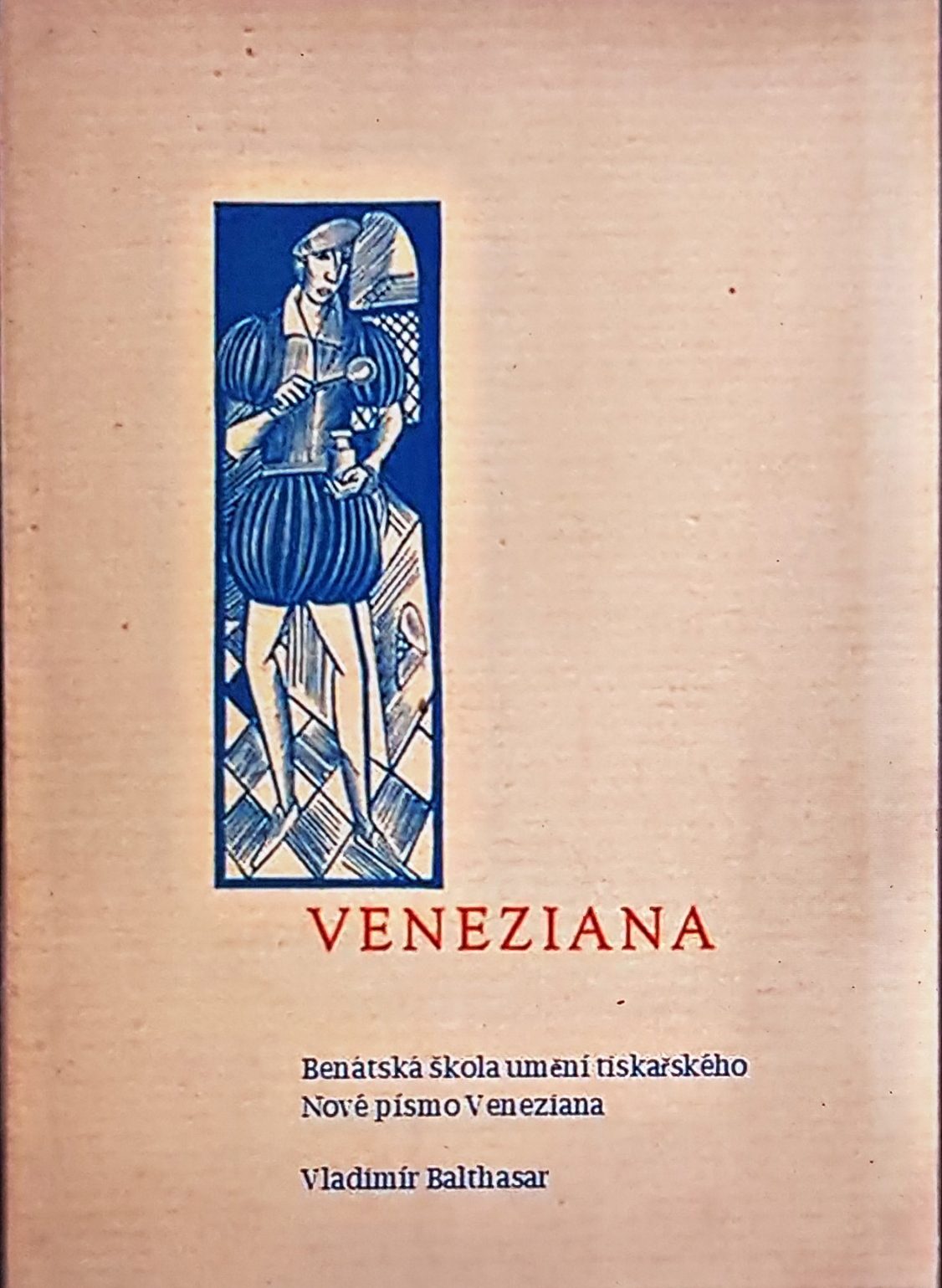
Vzorník nového písma Veneziana  (1932)
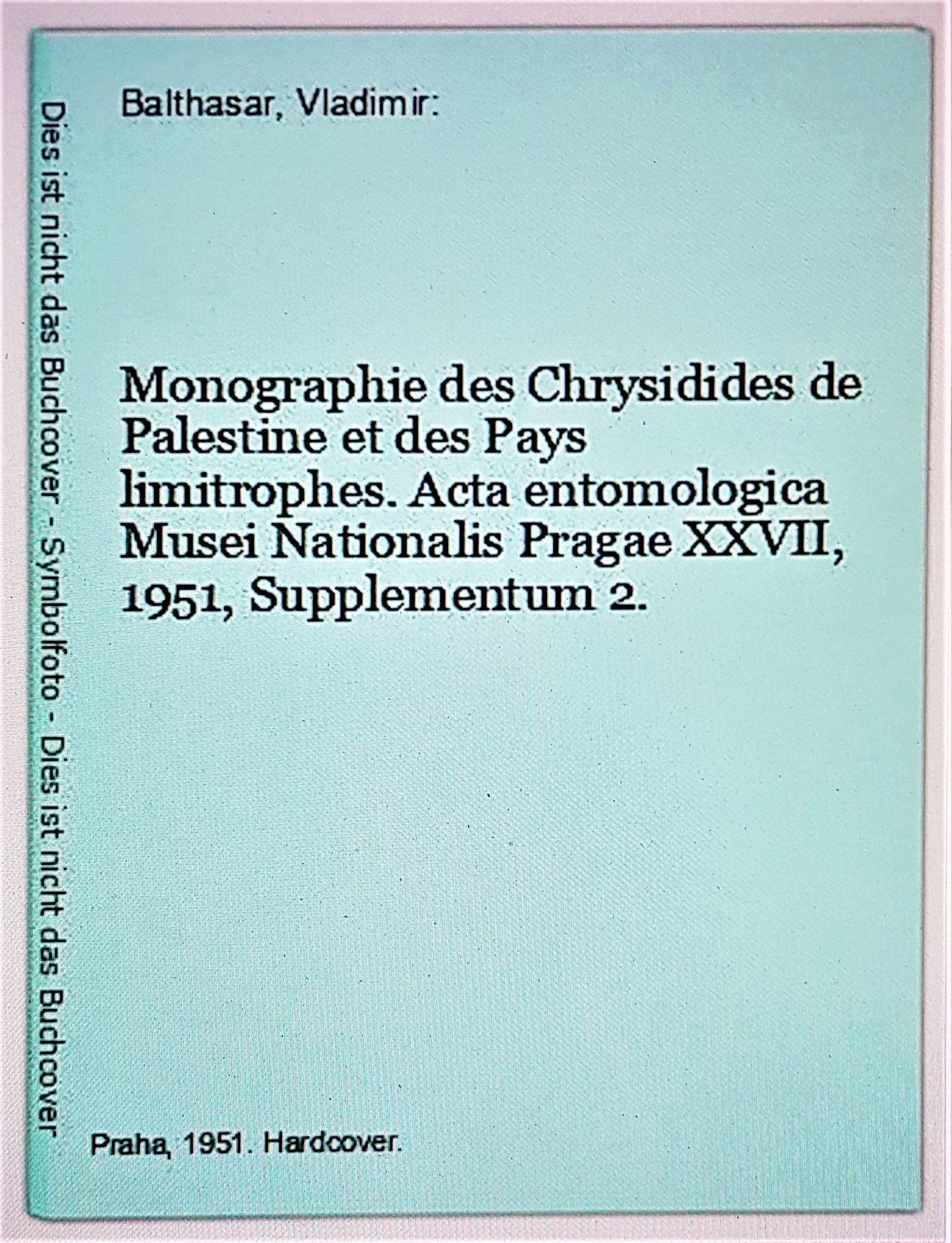
Monografie - zlatěnky (1951)
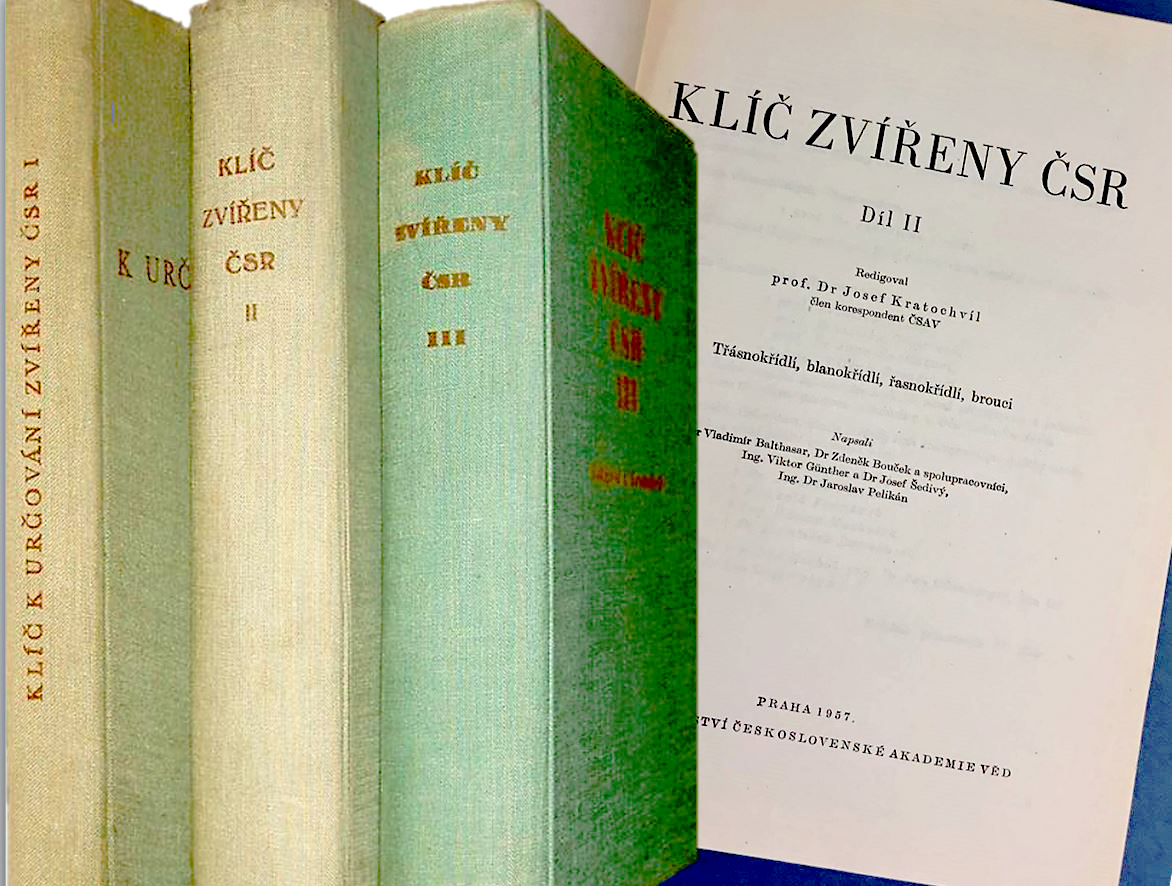
2. díl Klíče zvířeny ČSR (1957)
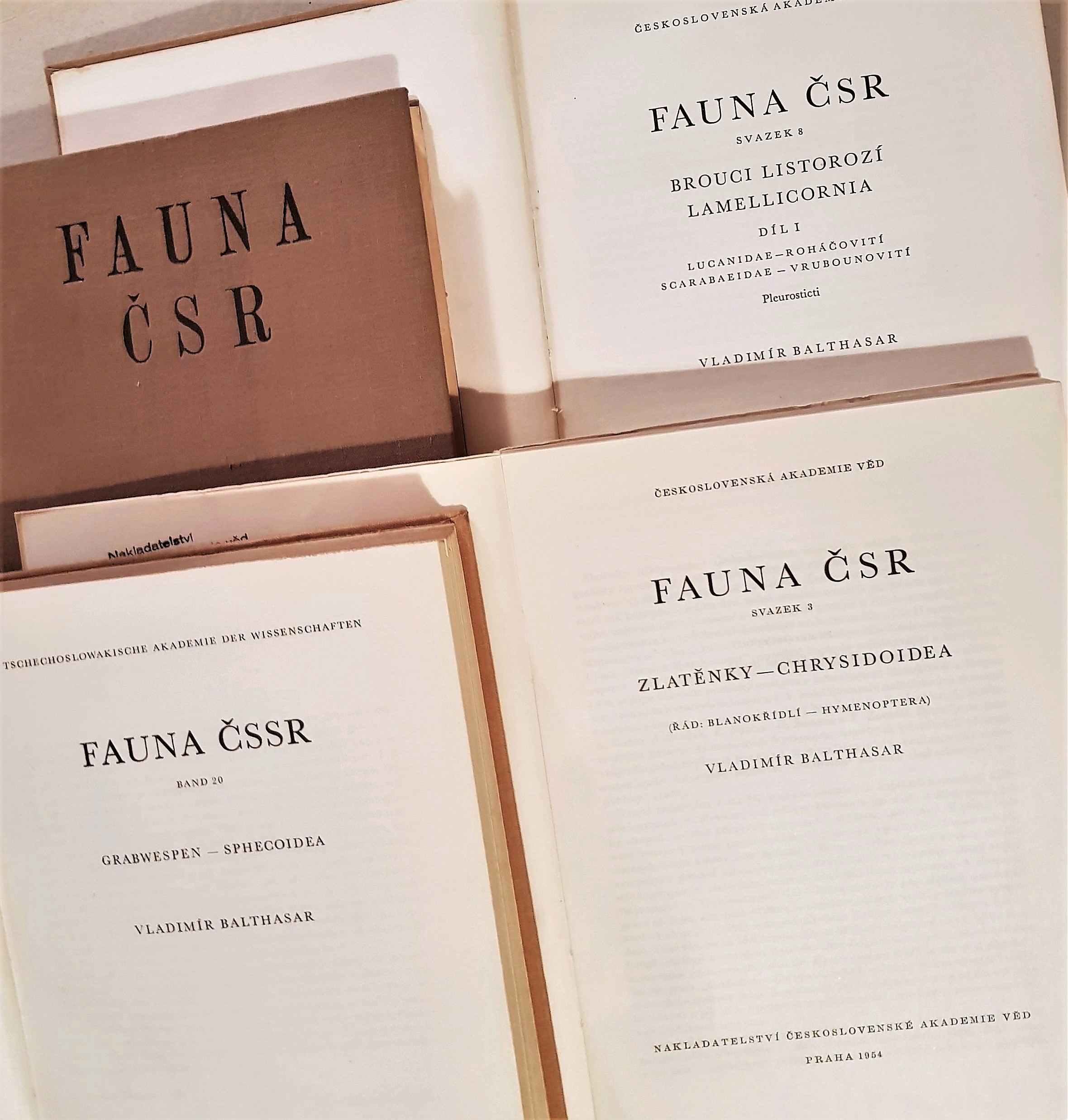
3 svazky z řady Fauna ČSR/ČSSR (1954, 1956,1972)
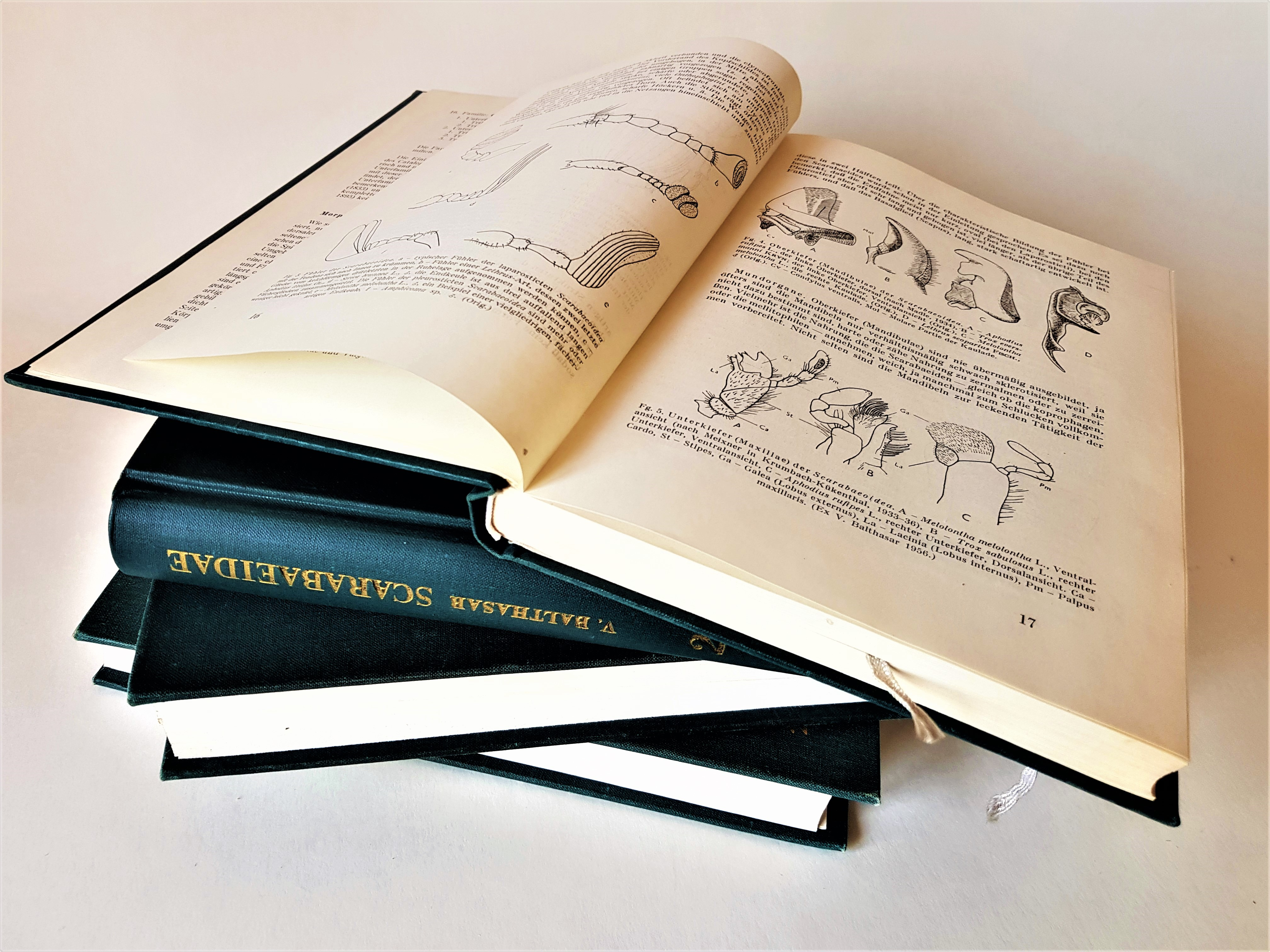
Scarabaeidae - 3 díly (1963-1964)